# Pontus Almqvist
Pontus Skule Erik Almqvist, född 10 juli 1999, är en svensk fotbollsspelare som spelar för italienska Parma i Serie A.

## Karriär

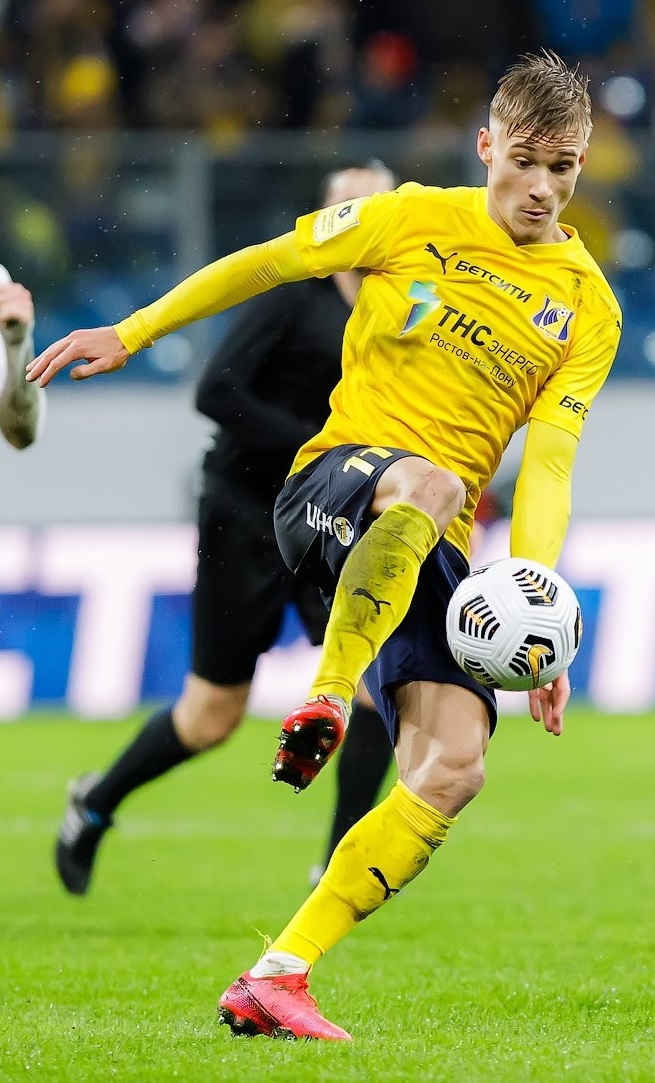
Almqvist (2021)

Almqvist inledde karriären i Nyköpings BIS. Via Syrianska FC tog han sedan klivet till IFK Norrköping som 15-åring. Efter lite mer än ett år i klubben flyttade han 2015 till den engelska proffsakademin Nike Academy, där han tillbringade sju månader innan han återvände till Norrköping.
Hösten 2016, kort efter att Almqvist återvänt till Norrköping, skrev han på ett lärlingskontrakt med "Peking". Under den första säsongen i IFK Norrköpings seniortrupp kom också den allsvenska debuten. I mötet med Halmstads BK den 23 september 2017 fick Almqvist göra sina första allsvenska minuter, då han gjorde ett inhopp i den 80:e matchminuten. Kort efter debuten förlängde han kontraktet med Norrköping med tre år.
I mars 2018 lånades Almqvist ut till Varbergs BoIS på ett låneavtal fram till sommaren 2018. Den 19 juli 2018 lånades Almqvist ut till Norrby IF på ett låneavtal över resten av säsongen 2018.
Säsongen 2019 spelade Almqvist främst i IFK Norrköpings samarbetsklubb IF Sylvia i Division 1, men förstärkte IFK Norrköpings trupp med bl.a. 1 spelad match i Svenska cupen mot IFK Timrå (vinst 1-6). I augusti 2019 skrev Almqvist på ett nytt långtidskontrakt för IFK Norrköping till och med år 2023.
Almqvist blev en av IFK Norrköpings dyraste försäljningar någonsin då han i oktober 2020 såldes till ryska FK Rostov för cirka 37 miljoner kronor. Kontraktet i Ryssland sträcker sig över fyra år.
Den 17 mars 2022 lånades Almqvist ut till nederländska Utrecht på ett låneavtal över resten av säsongen 2021/2022. Den 5 juli 2022 lånades han ut till polska Pogoń Szczecin på ett säsongslån. Den 22 juni 2023 lånades Almqvist ut till italienska Lecce på ett säsongslån. Den 13 augusti 2024 värvades han av italienska Serie A-klubben Parma, där han skrev på ett treårskontrakt.

## Privatliv
Pontus Almqvist är yngre bror till fotbollsspelaren Tove Almqvist.

## Karriärstatistik
| Klubb                                                     | Säsong            | Inhemsk liga         | Inhemsk liga | Inhemsk liga | Nat. täv. | Nat. täv. | Internat. täv. | Internat. täv. | Totalt | Totalt |
| Klubb                                                     | Säsong            | Serie                | SM           | Mål          | SM        | Mål       | SM             | Mål            | SM     | Mål    |
| --------------------------------------------------------- | ----------------- | -------------------- | ------------ | ------------ | --------- | --------- | -------------- | -------------- | ------ | ------ |
| IFK Norrköping                                            | 2017              | Allsvenskan          | 1            | 0            | 0         | 0         | 0              | 0              | 1      | 0      |
| IFK Norrköping                                            | 2018              | Allsvenskan          | 0            | 0            | 1         | 0         | 0              | 0              | 1      | 0      |
| IFK Norrköping                                            | 2019              | Allsvenskan          | 7            | 0            | 1         | 0         | 0              | 0              | 8      | 0      |
| IFK Norrköping                                            | 2020              | Allsvenskan          | 20           | 5            | 0         | 0         | 0              | 0              | 20     | 5      |
| IFK Norrköping                                            | Totalt i klubblag | Totalt i klubblag    | 28           | 5            | 2         | 0         | 0              | 0              | 30     | 5      |
| Norrby IF (lån)                                           | 2018              | Superettan           | 14           | 1            | 1         | 0         | 0              | 0              | 15     | 1      |
| Norrby IF (lån)                                           | Totalt i klubblag | Totalt i klubblag    | 14           | 1            | 1         | 0         | 0              | 0              | 15     | 1      |
| Varbergs BoIS (lån)                                       | 2018              | Superettan           | 4            | 0            | 0         | 0         | 0              | 0              | 4      | 0      |
| Varbergs BoIS (lån)                                       | Totalt i klubblag | Totalt i klubblag    | 4            | 0            | 0         | 0         | 0              | 0              | 4      | 0      |
| IF Sylvia (lån)                                           | 2017              | Div 2 Södra Svealand | 3            | 1            | 0         | 0         | 0              | 0              | 3      | 1      |
| IF Sylvia (lån)                                           | 2019              | Div 1 Norra          | 6            | 2            | 0         | 0         | 0              | 0              | 6      | 2      |
| IF Sylvia (lån)                                           | Totalt i klubblag | Totalt i klubblag    | 9            | 3            | 0         | 0         | 0              | 0              | 9      | 3      |
| Rostov                                                    | 2020-21           | Premjer-Liga         | 9            | 1            | 0         | 0         | 0              | 0              | 9      | 1      |
| Rostov                                                    | Totalt i klubblag | Totalt i klubblag    | 9            | 1            | 0         | 0         | 0              | 0              | 9      | 1      |
| Antal matcher och mål är korrekt per den 9 februari 2021. |                   |                      |              |              |           |           |                |                |        |        |